# Trönderska
Trönderska eller tröndska (trøndersk) är en norsk dialekt som sedan gammalt talas i Trøndelag och på Nordmøre i Norge och i Frostvikens socken i norra Jämtland (benämnt lidmål). Målet har tidigare även talats i Härjedalen och härjedalskan ses historiskt som en ålderdomlig variant av trönderska.
Språken har fått viss användning i litterära sammanhang. Bland annat berättas Kenneth Larsens dagspresserie Bästis (i original Bestis) i sitt original på trönderska.